# US Fiorenzuola 1922
Unione Sportiva Fiorenzuola 1922, zkráceně jen Fiorenzuola je italský fotbalový klub hrající v sezóně 2024/25 ve 4. italské fotbalové lize sídlící ve městě Fiorenzuola d'Arda v regionu Emilia-Romagna.
Klub byl založen v roce 1922 jako Unione Sportiva Fiorenzuola. V následujícím roce hrál přátelský zápas proti Pro Vercelli. První turnaj odehráli v sezoně 1923/24 v regionální lize. Mezi roky 1935 a 1938 klub nehrál vůbec a byl rozpuštěn. Mnoho úspěchů klub neměl a tak dlouho hrál v regionálních soutěží. Až v sezoně 1993/94 se poprvé od zavedení Serie C hrají ve 3. lize. Hrají ji pět sezon po sobě. Poté sestupují o ligu níž a nakonec i do regionální soutěže v sezoně 2005/06. Návrat k profi lize se konal v sezoně 2021/22 po 20 letech.
Nejlepšího umístění ve 3. lize bylo 3. místo v sezoně 1994/95.

## Změny názvu klubu
- 1923/24 – US Fiorenzuola 1922 (Unione Sportiva Fiorenzuola 1922).

## Získané trofeje

### Vyhrané domácí soutěže
- 4. italská liga (1x)

2020/21

## Účast v ligách
| Úroveň soutěže | Název soutěže (nynější název) | První hraná sezona | Poslední hraná sezona | celkem odehraných sezon |
| -------------- | ----------------------------- | ------------------ | --------------------- | ----------------------- |
| 3              | Serie C                       | 1928/29            | 2023/24               | 15                      |
| 4              | Serie D                       | 1929/30            | 2024/25               | 16                      |
| 5              | Eccellenza                    | 1983/84            | 2011/12               | 14                      |

## Trenéři

### Známí trenéři v klubu
- Aristide Guarneri (1986)
- Ugo Tomeazzi (1996)
- Alessio Dionisi (2017–2018)

## Fotbalisté

### Známí hráči v klubu
- Massimo Oddo – (1995/96) reprezentant  medailista z MS 2006
- Flavio Roma – (1996/97) reprezentant
- Luca Toni – (1997/98) reprezentant  medailista z MS 2006